# Giorgio Rossano
Giorgio Rossano (Turín, Provincia de Turín, Italia, 20 de marzo de 1939 - Viareggio, Provincia de Lucca, Italia, 13 de febrero de 2016) fue un futbolista italiano. Se desempeñaba en la posición de centrocampista.

## Selección nacional
Fue internacional con la selección de fútbol sub-21 de Italia en 7 ocasiones y marcó 5 goles.

## Clubes
| Club             | País   | Año         |
| ---------------- | ------ | ----------- |
| Pordenone Calcio | Italia | 1958 - 1959 |
| Juventus F. C.   | Italia | 1959 - 1960 |
| A. S. Bari       | Italia | 1960 - 1961 |
| Juventus F. C.   | Italia | 1961 - 1962 |
| A. C. Milan      | Italia | 1962 - 1963 |
| A. S. Varese     | Italia | 1963 - 1964 |
| U. S. Palermo    | Italia | 1964 - 1965 |
| A. C. Chieri     | Italia | 1965 - 1966 |

## Palmarés

### Campeonatos nacionales
| Título      | Club           | País   | Año     |
| ----------- | -------------- | ------ | ------- |
| Serie A     | Juventus F. C. | Italia | 1959-60 |
| Copa Italia | Juventus F. C. | Italia | 1959-60 |

### Copas internacionales
| Título            | Club        | País   | Año     |
| ----------------- | ----------- | ------ | ------- |
| Liga de Campeones | A. C. Milan | Italia | 1962-63 |